# Assedio della Mirandola (1426)
L'assedio della Mirandola del 1426 fu un conflitto militare che vide coinvolti Aiace, Giovanni I e Francesco III Pico, alleati del duca di Milano Filippo Maria Visconti, contro i modenesi della lega anti-viscontea.

## Storia
Dopo la morte di Gian Galeazzo Visconti del 1402, il successore Filippo Maria Visconti riconquistò molte città dell'Italia settentrionale perdute in passato da Giovanni Maria Visconti. Tale politica espansionistica si scontrò con quella della Repubblica di Venezia, il cui doge Francesco Foscari si era alleato nel 1426 con Firenze, gli Este e i Gonzaga e infine con Amedeo VIII di Savoia e il marchese del Monferrato. Dopo la presa di Brescia da parte della Serenissima, papa Martino V tentò invano di riappacificare i contendenti. Successivamente, nel 1427 ricominciarono gli scontri e la battaglia di Maclodio segnò la vittoria decisiva della lega anti-viscontea, mentre nel 1428 fu siglata la temporanea pace di Ferrara.
La signoria della Mirandola era all'epoca governata dai tre cugini Aiace, Giovanni I e Francesco III Pico della Mirandola, che per non perdere la sovranità sulla città (molto ambita per motivi strategici) non vollero compromettersi con alcuna delle due parti, tenendosi però sempre caro chi al momento sembrava il più forte, ma allo stesso tempo incensando anche gli altri al fine di non dare il pretesto per un attacco. In quest'ottica, il 13 ottobre 1420 i Pico avevano riconfermato l'alleanza con i Visconti, nel momento in cui il Carmagnola sembrava invincibile, i rapporti diplomatici tra Milano e Venezia erano tranquilli, i Gonzaga erano alleati con i Visconti e Ferrara era in pace. I Pico avevano perciò vincoli così stretti con i milanesi, che quando nacque la lega antiviscontea non poterono far altro che subire i loro attacchi, nonostante il tentativo di salvare il salvabile. Nonostante la neutralità, il 15 febbraio 1426 è registrata a Mirandola la presenza del milanese Antonello da Papolo con 150 soldati, di cui Francesco Pico si scusò pubblicamente con la lega antiviscontea giustificando un malinteso del cugino Giovanni.
Il comandante estense Uguccione dei Contrari invase il mirandolese e il 7 aprile 1426 diede un'avvisaglia a Concordia sulla Secchia, dove razziò bestiame e danneggiò le macine di sei mulini. Temendo un'imminente invasione di nemici, il 9 maggio i reggitori di Modena fecero partire le brigate verso Mirandola e Concordia, ponendovi gli assedi e ricevendo il 15 maggio ulteriori rinforzi guidati da Guittone Costantinus. Nonostante che gli ambasciatori veneziani avessero sollecitato lo spostamento delle truppe verso Brescia, ritenendola prioritaria, Nicolò III d'Este fece arrivare il 27 maggio altre macchine da guerra. Il 30 maggio iniziarono i bombardamenti alla Concordia, dove fu distrutta una facciata della rocca. Nonostante i tentativi di tregua, gli aspri combattimenti continuarono per diversi giorni, dato che la difesa concordiese non era così debole come si pensava e non era possibile togliere l'acqua dal fossato del castello poiché il fiume Secchia era in piena; continuava inoltre il timore che da un momento all'altro potesse sopraggiungere dal reggiano l'esercito visconteo in soccorso degli assediati.
Il 4 giugno entrarono alla Mirandola 140 cavalieri romagnoli, precedendo circa 200 fanti provenienti da Bologna e diretti verso i territori di Parma. Il 5 giugno si arrivò alla resa della Mirandola tra il capitano Fiorentini e messer Filippo da Canale.